# 葡萄酒
葡萄酒是用新鲜葡萄果实或葡萄汁，经过发酵酿制而成的酒精饮料。在水果中，由於葡萄的葡萄糖及果糖含量较高，贮存一段时间就会发出酒味，因此常常以葡萄釀酒。葡萄酒是目前世界上产量最大、普及最广的单糖酿造酒。

## 字源
葡萄酒的英文「wine」源自於原始日耳曼語*winam，這個單字由拉丁語：借用而來。它的歷史可以上追到原始印歐語字根*win-o-，它衍出生如赫梯語: wiyana；呂基亞語: oino；古希臘語： oinos; 尼亞希臘語（Aeolic Greek）:  woinos, 亚美尼亚语: gini。
「wine」可以被用來指其他的水果酒，但是通常需要冠上那種水果的名稱，如傳統蘋果酒（Apple Wine）。在沒有冠上任何名稱時，它單單用於指葡萄酒。

## 歷史及運用

### 葡萄酒的歷史

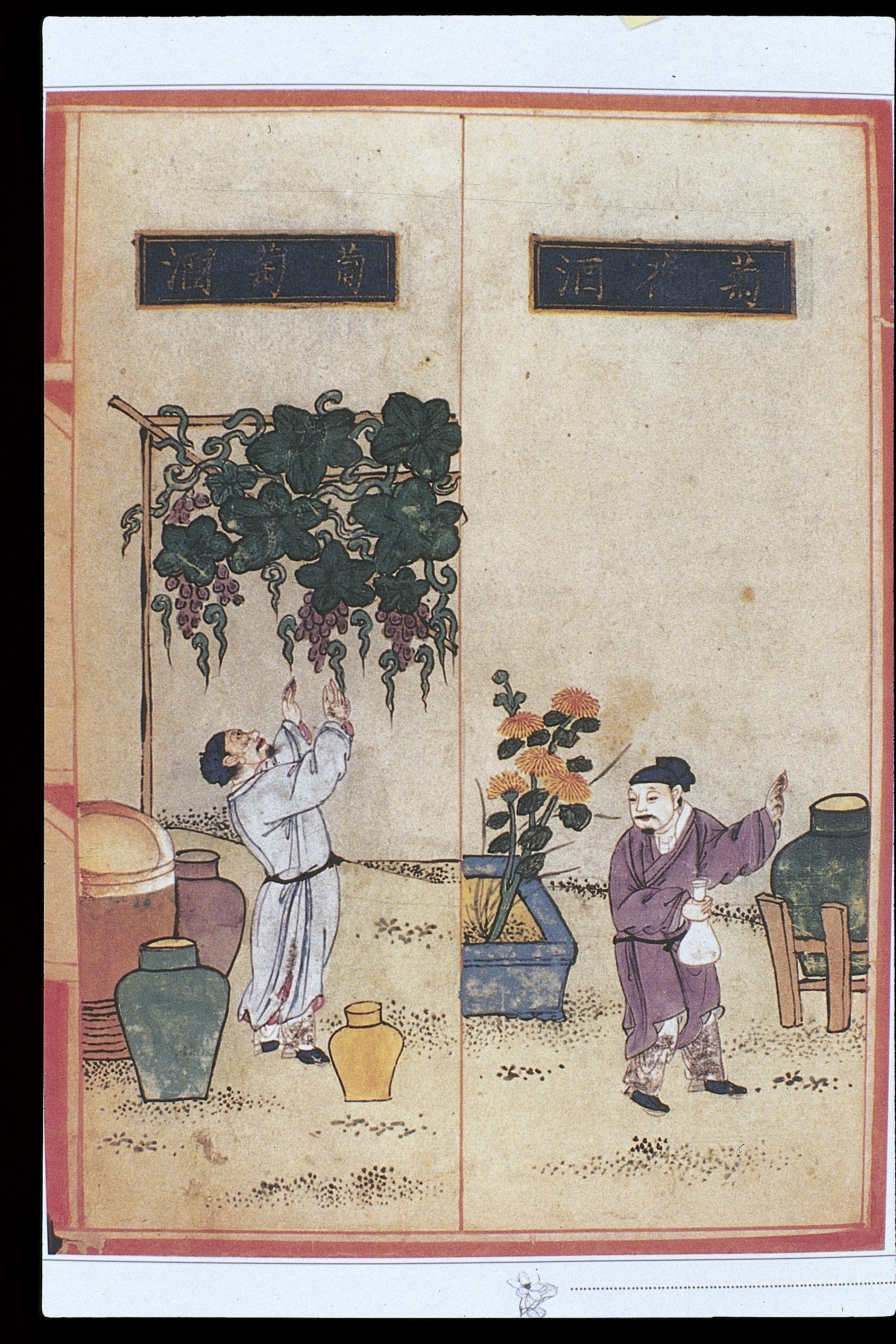
明《食物本草》（300余种本）中的插图，图上绘“菊花酒”及“葡萄酒”

目前考古發現的最早的葡萄酒是在黑海東岸的格魯吉亞，距今約8000年前。6000多年前傳到歐洲，以地中海区域為主，两河流域的苏美尔人和尼罗河流域的古埃及人也会酿造葡萄酒。有趣的是，在歐洲非洲和中東的舞蹈文化中，有一種葡萄酒舞是在釀酒用葡萄豐收時跳的舞蹈。在古埃及文化中，葡萄酒（紅酒）和血相息息相關，這種象徵關係也影響了附近地區產生的的宗教。西班牙半島也是世界上較早接觸葡萄酒的地點，起源於早期腓尼基入侵，是歐洲最古老的葡萄酒之一，其演變已明顯受到世界上許多偉大的帝國和文明如腓尼基人、希臘人、羅馬人、摩爾人、西班牙和英國的影響。
在中國文化中，與葡萄酒有關的詩詞文學始自漢朝，多視葡萄酒為一種美酒。葡萄酒在西漢時期以前的中亚已有釀製，當時葡萄主要在西域種植和加工。後來西漢特使張騫在公元前138年出使西域，把葡萄和葡萄酒釀製技術由西域引進至中原，不過當時葡萄酒仍是极其昂贵的奢侈品，而在漢代後中原的葡萄和相關加工的應用和承傳更一度中止了；直至唐代李世民時期重新由西域引進至中原後，釀酒技術和品嚐大有進步并更为廣泛。到了元代，憑藉蒙古皇官推動，有關葡萄酒的產業更為登峰造極，不僅法例規定祭祀太廟必須使用葡萄酒，而且更設立若干御用和民用的葡萄園。明初，上供簡省。郡縣貢香米、人參、葡萄酒，太祖以為勞民，卻之。惟明代起糧食白酒的發酵與蒸餾技術改良，且儲存保質優化和較不受季節性影響，蒸餾白酒就成為中國主流饗飲用酒，中式葡萄酒體系和禮節從此式微。而後清代末期張弼士從歐洲引進葡萄酒的釀製技術到中國，並在山東煙臺建立中國近代首個葡萄園和葡萄酒廠，汉地才有重新製作本土生產的葡萄酒，其體系和禮節完全按照歐洲技术和传统，而非明代以前中式的，而西域葡萄酒的现代留存为穆塞莱斯。

### 釀製方法

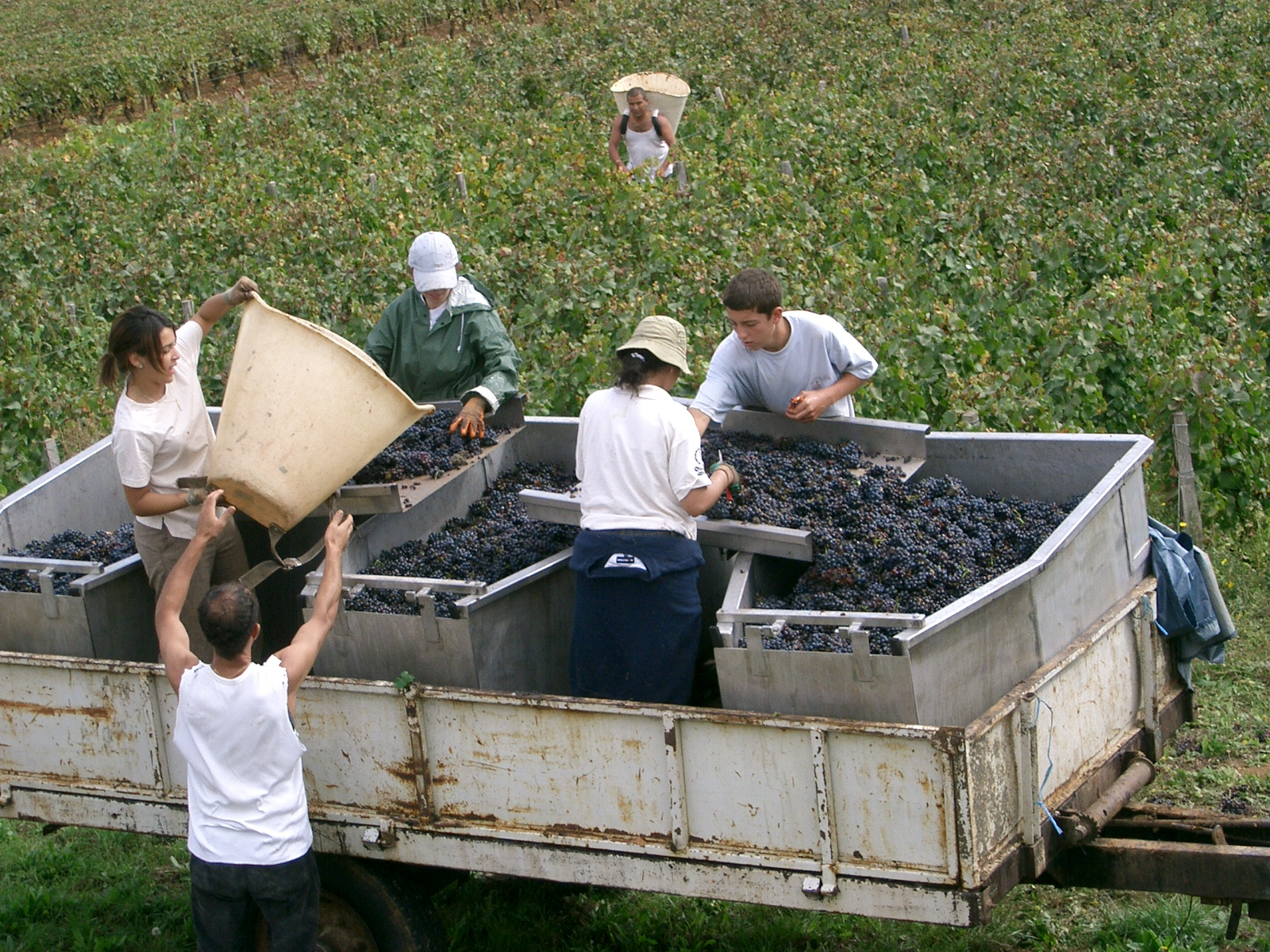
採收葡萄 (拍攝地點:法國的 Côte de Beaune)

世界各地的红葡萄酒酿制程序大都是去梗、破碎，再将果汁、果肉、果核和果皮都装进发酵桶（或罐）中发酵，这些发酵桶会先被低剂量的二氧化硫处理以防止微生物感染。葡萄汁液在发酵桶中发酵成酒精的同时，果皮和果肉经过在葡萄汁中的浸泡，在5-7日后便会释出葡萄酒的色素和劲度。
与白葡萄酒相比，红葡萄酒的酿造则要灵活的多。一些法国罗纳河谷的葡萄园，会将葡萄汁浸泡约3个星期，这样可以释放出大量的单宁酸。而另外一些葡萄酒庄同样的葡萄则只发酵7-9日，因为他们希望所产葡萄酒单宁酸更少。
白葡萄酒的酿造是直接将果实放入压榨机进行压榨，果汁澄清后入罐发酵。通常白葡萄酒发酵温度更低一些。

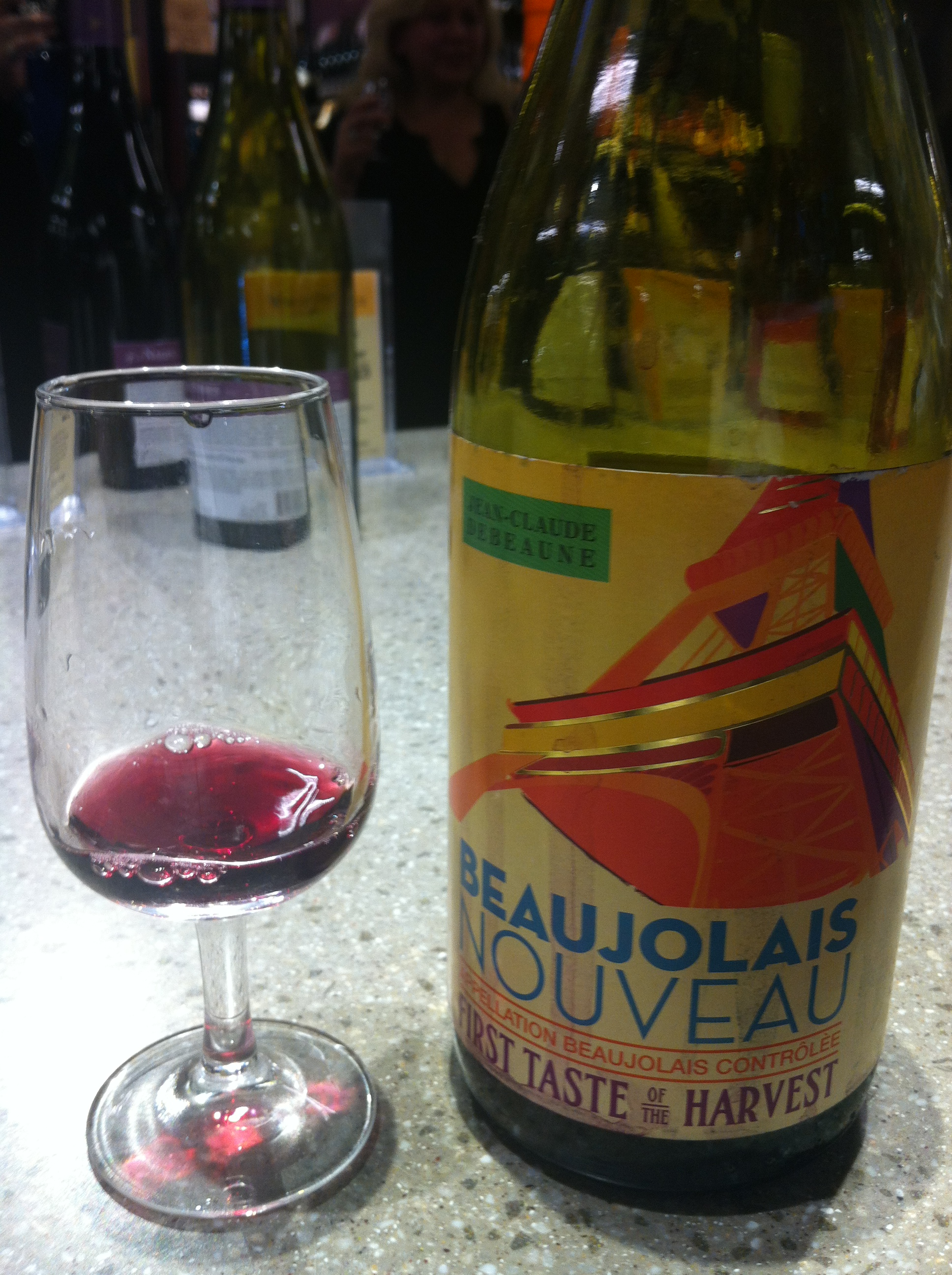
二氧化碳浸渍法酿造的博酒莱新酿葡萄酒

还有一种较快的酿酒方法叫二氧化碳浸软法，此法用未经挤破的葡萄进行发酵和浸软，发酵缸中上层的葡萄以自身的重量压破下层葡萄，让葡萄自然发酵，随之产生的二氧化碳便可将上层葡萄与空气分隔开来。这种葡萄酒有上好的颜色和果香，且单宁酸的含量极低。

### 飲用、餐點及品酒文化

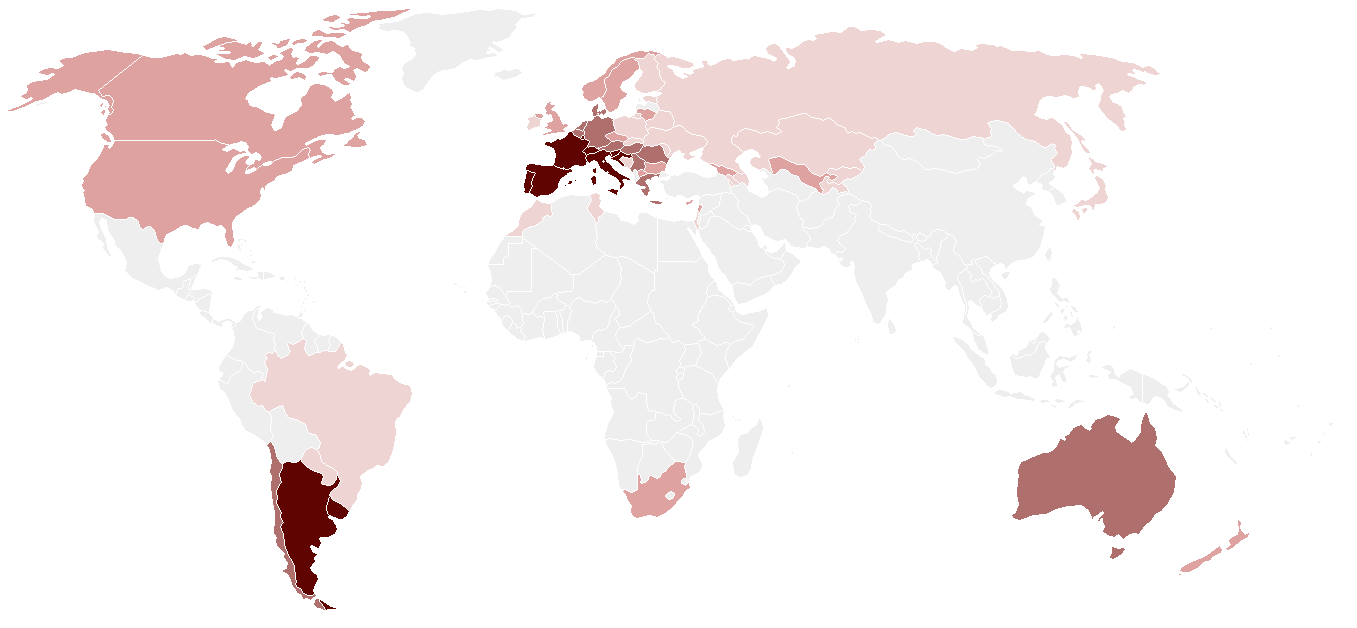
葡萄酒每年消費量，按人數計算：
低於1公升
在1至7公升間
在7至15公升間
在15至30公升間
大於30公升

葡萄酒在歐洲廣受歡迎，不論是作為飲料或是地中海式烹飪的佐料，在簡單的或是複雜的用途都被廣泛的使用著。在烹飪中，它的價值不只作為一种飲料，料理人更借重它的酸度，使得料理更加的富有風味。在葡萄酒的世界中十分講究，不同的餐點應搭配不同的葡萄酒類。紅葡萄酒、白葡萄酒和汽泡酒是最受歡迎的，並且也被稱為淡酒，因為他們只包含大約10-14%的酒精。（酒精百分比通常以體積計。）
葡萄酒搭配食物是一种以特定食物和特定葡萄酒共食以增加两者风味的艺术。在很多文化中，葡萄酒是每餐必备的固定饮食，长此以往，一个地区的酿酒和烹饪紧密结合到一起。葡萄酒搭配没有固定章法，一个地区酿的酒自然搭配这个地区的食物。现代所谓“葡萄酒搭配的艺术”，其基本思想是，酒和食物的特性（例如口感和味道）各有不同，有的特性可以和谐地结合起来，有的特性互相冲突。找出和谐的元素同时享用，可以让整个饮食体验更加愉快。在昂贵的餐馆里，侍酒師会向客人推荐搭配食物的酒。

### 封裝與收藏
大多數的葡萄酒都是被裝在玻璃瓶及使用軟木塞封裝後出售的，但是傳統木塞產量不多且有老化的問題，封裝品質並非完美，近年來，使用金屬瓶蓋及合成性軟木塞的數量在逐漸上升中。但是传统木塞要更环保一些。
葡萄酒是一種自然又脆弱的飲料，容易被光、熱、震動及過大的濕度溫差中受到傷害。傳統上，酒窖提供葡萄酒一個無光和常溫的環境，除了保護其免於從不穩定的外界環境被傷害的可能，同時也提供了其良好的陳年場所。所以目前家庭用的恆溫酒櫃，其設定條件多半參考酒窖的環境，溫度約14℃±2℃，濕度保持65%±10%。不過這只是依照傳統智慧得到的存放條件，並沒有經過嚴謹的科學探究。

## 種類

### 葡萄果實的品種

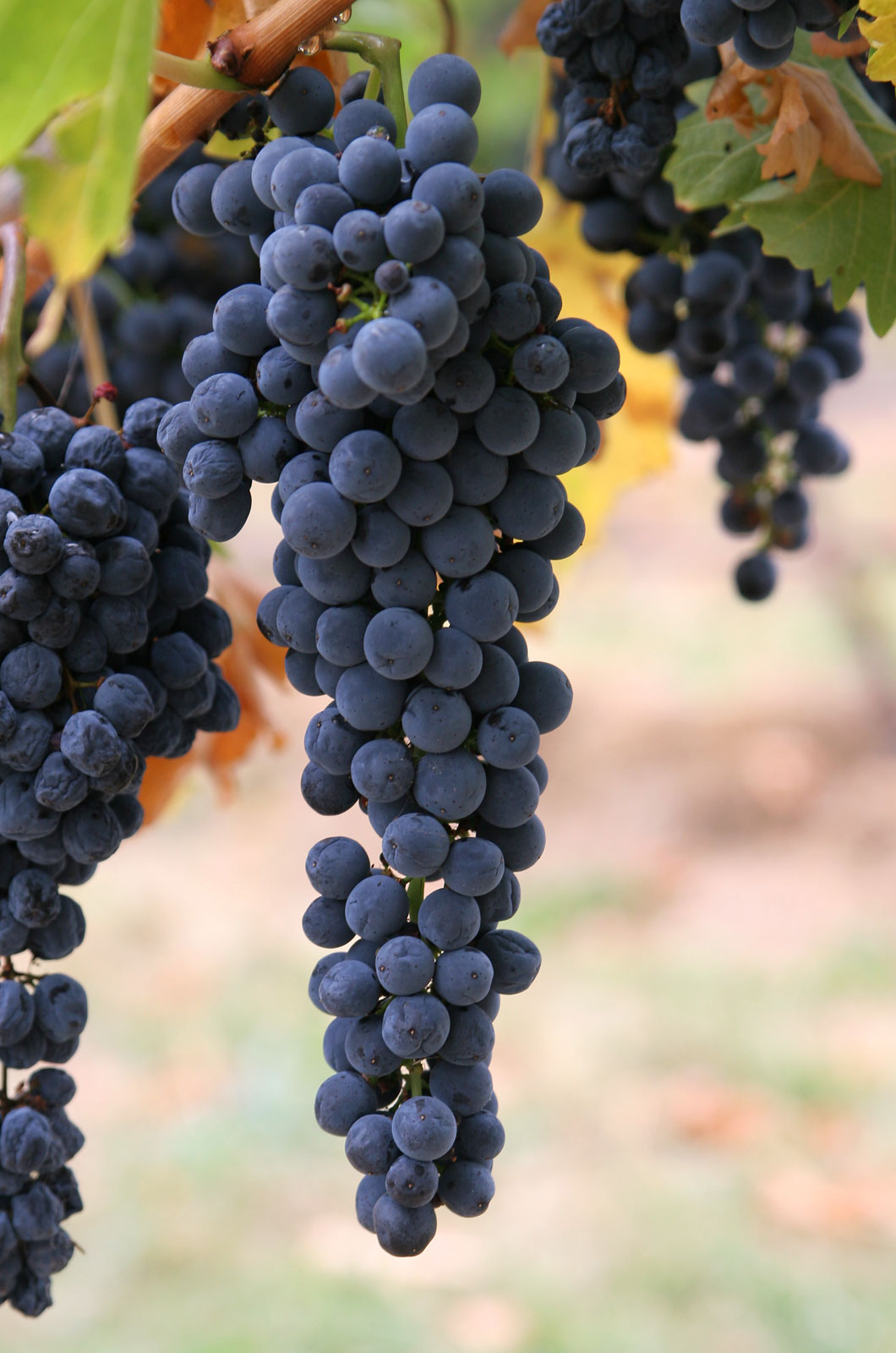
在藤蔓上的釀酒用葡萄

葡萄酒的風味取決於釀酒葡萄的品種。因為不同的葡萄，所釀製出來的香味、喝的方式、收藏的方式都不同，所以風味會有很大的差別。葡萄的品種千變萬化，而不同地區的地理位置、緯度、土質與氣候，都有適合栽培的葡萄品種。
儘管數個世紀以來，所傳承下來的嚴格法條都明確的規定著每個地區所可以種植的葡萄品種。但是，法國各地的葡萄農夫還是不斷的嘗試研發新品種的葡萄。1935年來法國政府制定了AOC法定認證。規定某些產地只許生產特定的葡萄品種。若此產地生產出非在法定規範內的品種，酒瓶上就看不到AOC法定認證的榮譽標籤了。此法用來確保法國葡萄酒，在有限的土地上達到產量及品質的最佳狀態。
釀製紅葡萄酒的葡萄品種主要有：赤霞珠（Cabernet Sauvignon，又称卡本内苏维翁）、品麗珠（Cabernet Franc）、梅洛葡萄（Merlot）、西拉葡萄（Shiraz，法國稱 Syrah）、黑皮諾（Pinot Noir）、皮諾塔吉（Pinotage）、馬爾貝克（Malbec）、山吉歐維榭（Sangiovese）、田帕尼優（Tempranillo）、格那希（Grenache）、内比奥罗（Nebbiolo）、金芬黛（Zinfandel）、佳美（Gamay）。
釀製白葡萄酒的葡萄品種主要有：莎當妮（Chardonnay）、雷司令（Riesling）、琼瑶浆（Gewurztraminer）、蜜思卡岱（Muscadet，別稱為勃根地香瓜）、白蘇維翁（Sauvignon Blanc）、赛美蓉（Semillon）、麝香葡萄（Muscat）、維歐尼爾（Viognier）、灰皮諾（Pinot Gris）。

### 紅葡萄酒產地與葡萄品種
| 中文譯名                     | 外語                   | 產地 |
| ---------------------------- | ---------------------- | --- |
| 國產多瑞加                   | turiga nacinal         | 葡萄牙                                                                                                   |
| 阿馬羅尼                     | Amarone                | 意大利東北部                                                                                             |
| 巴貝拉                       | Barbera                | 意大利                                                                                                   |
| 山吉歐維榭                   | Sangiovese             | 意大利                                                                                                   |
| 布蘭塞亞奧                   | Brancellao             | 西班牙                                                                                                   |
| 蒙達奇諾的布魯奈羅           | Brunello di Montalcino | 意大利蒙達奇諾                                                                                           |
| 博巴爾                       | Bobal                  | 西班牙                                                                                                   |
| 赤霞珠（卡本內-蘇維濃）      | Cabernet Sauvignon     | 法國、澳大利亞、加利福尼亞、羅馬尼亞、摩爾多瓦、新西蘭、南非、智利、中國大陸（山東、河北、寧夏、新疆）、 |
| 佳美娜                       | Carmenere              | 智利 |
| 森希貝爾                     | Cencibel               | 西班牙                                                                                                   |
| 加美                         | Gamay                  | 法國薄酒萊地區                                                                                           |
| 格那西                       | Garnacha               | 西班牙                                                                                                   |
| 卡戈爾酒                     | Kagor                  | 摩爾多瓦                                                                                                 |
| 馬蘇埃拉                     | Mazuela                | 西班牙                                                                                                   |
| 馬爾貝克                     | Malbec                 | 法國波爾多、阿根廷                                                                                       |
| 美露（美樂、梅洛）           | Merlot                 | 法國、加利福尼亞、智利、意大利、羅馬尼亞、摩爾多瓦、南非、華盛頓                                         |
|                              | Mirodia Red            | 摩爾多瓦                                                                                                 |
| 莫納斯特雷爾                 | Monastrell             | 西班牙                                                                                                   |
| 內比奧羅                     | Nebbiolo               | 意大利東北部                                                                                             |
| 諾頓                         | Norton                 | 美國東部和中西部                                                                                         |
| 黑比諾                       | Pinot Noir             | 德國、法國、加利福尼亞、新西蘭、俄勒岡、羅馬尼亞、摩爾多瓦、南非                                         |
| 品樂塔吉                     | Pinotage               | 南非 |
| 希哈（切拉子、西拉、色拉子） | Syrah,Shiraz           | 法國隆河、澳大利亞、加利福尼亞、南非                                                                     |
| 田帕尼優                     | Tempranillo            | 西班牙                                                                                                   |
| 維波利                       | Valpolicella           | 意大利                                                                                                   |
| 金芬黛（增芳德、仙芬黛）     | Zinfandel              | 加利福尼亞                                                                                               |
| 桑塔麗塔                     | santa rita             | 智利 |
| 聖地                         | caliterra              | 智利 |
| 桃樂思                       | torres                 | 西班牙                                                                                                   |
|                              | Black Queen            | 台灣 |

### 汽泡葡萄酒
| 中文译名       | 酒名          | 产地     |
| -------------- | ------------- | -------- |
| 香槟           | Champagne     | 法国     |
| 气泡酒         | Vin Mousseux  | 法国     |
|                | Vin Spumos    | 罗马尼亚 |
| 阿斯蒂气泡酒   | Asti spumante | 意大利   |
| 法兰恰阔尔达区 | Franciacorta  | 意大利   |
| 普罗赛柯       | Prosecco      | 意大利   |
| 卡瓦           | Cava          | 西班牙   |
|                | Txacolí       | 西班牙   |
| 塞克特         | Sekt          | 德国     |

### 白葡萄酒產地與葡萄品種
| 中文译名               | 酒名                                  | 产地                                                               |
| ---------------------- | ------------------------------------- | ------------------------------------------------------------------ |
| 阿依侖                 | Airén                                 | 西班牙                                                             |
| 阿比洛                 | Albillo                               | 西班牙                                                             |
|                        | Aleasa Dulce                          | 摩尔多瓦                                                           |
| 莎当妮（霞多丽）       | Chardonnay                            | 法国、加利福尼亚、德国、澳大利亚、罗马尼亚、摩尔多瓦、紐西蘭、南非 |
| 白诗南（白诗兰）       | Chenin Blanc                          | 南非、法国                                                         |
|                        | Doña Blanca                           | 西班牙                                                             |
| 菲提斯卡               | Feteasca                              | 罗马尼亚、摩尔多瓦                                                 |
| 弗拉斯卡蒂             | Frascati                              | 意大利                                                             |
| 格烏茲塔明那（琼瑶浆） | Gewürztraminer                        | 德國、法国、罗马尼亚、紐西蘭、南非                                 |
|                        | Grasa de Cotnari                      | 罗马尼亚                                                           |
| 马家婆                 | Macabeo                               | 西班牙                                                             |
| 玛尔维萨               | Malvasía                              | 西班牙                                                             |
|                        | Mirodia White                         | 摩尔多瓦                                                           |
| 穆思卡岱               | Muscatel                              | 西班牙                                                             |
| 穆思卡（玫瑰香）       | Muscat                                | 罗马尼亚、摩尔多瓦                                                 |
| 奥维多                 | Orvieto                               | 意大利                                                             |
| 灰皮诺                 | Pinot Gris,Pinot Grigio,Grauburgunder | 法国、罗马尼亚、意大利、德国、俄勒冈                               |
| 甜雪利酒               | Pedro Ximénez                         | 西班牙                                                             |
| 布依-富謝              | Pouilly-Fuissé                        | 法国                                                               |
| 雷司令（麗絲玲）       | Riesling                              | 德国、法国、罗马尼亚、澳大利亚、紐西蘭                             |
| 白蘇維翁（长相思）     | Sauvignon Blanc                       | 法国、加利福尼亚、紐西蘭、罗马尼亚、摩尔多瓦、南非                 |
| 赛美蓉（塞米雍）       | Semillon                              | 法国、加利福尼亚、紐西蘭、澳大利亞、南非                           |
| 西万尼                 | Silvaner                              | 德国                                                               |
| 苏维                   | Soave                                 | 意大利                                                             |
| 塔馬薩羅曼尼斯卡       | Tamaioasa Romaneasca                  | 罗马尼亚                                                           |
| 托卡伊                 | Tokaji                                | 匈牙利                                                             |
| 特濃情                 | Torrontés                             | 西班牙、阿根廷                                                     |
| 琼瑶浆                 | Traminer                              | 德國、罗马尼亚、摩尔多瓦                                           |
| 维蒂奇诺               | Verdicchio dei castelli di Jesi       | 意大利                                                             |
| 维奥尼                 | Viognier                              | 法国、阿根廷、美国、澳大利亚                                       |
| 金香                   | Golden Muscatel                       | 台灣                                                               |

### 加強葡萄酒
| 中文译名     | 酒名        | 产地     |
| ------------ | ----------- | -------- |
| 馬德拉酒     | Madeira     | 葡萄牙   |
| 馬拉加酒     | Malaga      | 西班牙   |
| 瑪萨拉酒     | Marsala     | 意大利   |
| 波特酒       | Porto       | 葡萄牙   |
| 雪利酒       | Sherry      | 西班牙   |
| 卡曼达蕾雅酒 | Commandaria | 塞浦路斯 |

### 冰酒
多在德國及加拿大等緯度較高的寒冷地區釀製，葡萄成熟後於藤蔓上結冰，之後進行低溫壓榨，糖分較高的濃縮果汁會被導出。冰酒的發酵過程緩慢，通常需要數月的時間。另外，其他水果，例如蘋果，也可用以釀製冰酒。

### 貴腐酒
是一種甜葡萄酒，源自匈牙利，由於當葡萄被貴腐菌感染時，菌絲會穿透葡萄皮，吸取葡萄內部的水分和糖分，這樣葡萄皮上就相當於布滿了一個個的小氣孔，有利於水分的蒸發滲出。在這個過程中，有一定數量的葡萄因為貴腐菌感染腐爛的關係無法使用，但剩下來的因為水分的滲出而大幅提升葡萄的糖分含量，葡萄中的香氣也會更加濃郁，最後就成為甜度高度集中的貴腐酒葡萄了。產區多在法國波爾多Sauternes蘇玳產區、德國萊茵高及匈牙利Tokaj-Hegyalja託卡伊產區。

## 著名產地

### 法國
法國是一個在葡萄酒種植上得天獨厚的國家，三面臨海、一面接陸，北部是溫帶大陸性氣候、西部是溫帶海洋性氣候、而南部又是地中海氣候，因為它的自然風土（Terroir）的非常適合種植葡萄類型的植物。也因為現今的科學發達，機器採收取代了人工，大量的化學農藥的出現，所以葡萄酒相對的可以快速釀製，但有一部份法國的葡萄酒農為了讓土壤恢復地力，葡萄成熟了才用手採葡萄，遵循古法釀製葡萄酒。此種酒被稱為自然葡萄酒。法國的釀酒葡萄品種豐富，赤霞珠、西拉、莎當妮等都是來自法國。
以葡萄酒而言，擁有不同的緯度、氣候及地形這些自然條件，再加人文上的歷史傳統、政府的管制規定。法國葡萄酒仍為世界上擁有最多元、最豐富、最佳的葡萄酒產國，也是現在所有的新興產區模仿的對象。法國全國共有超過818,000公頃的葡萄園，13個產酒區域，葡萄酒產量超過46億公升（1996年），以下為各產區及管制規定的一些基本介紹。
法國共有13個產區分別為：
1. 波尔多
2. 勃艮第
3. 香檳區
4. 阿尔萨斯
5. 罗纳河谷地
6. 盧瓦爾河谷地
7. 朗格多克-鲁西永
8. 西南產區（英语：South West France (wine region)）
9. 普羅旺斯
10. 科西嘉島
11. 汝拉省
12. 薩伏依
13. 洛林

| 主要酒區           | 原文 | 地方酒區 | 主要葡萄品種                        |
| 阿爾薩斯與洛林酒區 |      | 高密度葡萄酒區、摩賽爾VDQS、都勒丘VDQS | 雷司令、琼瑶浆、麝香葡萄、白皮诺    |
| 波爾多             |      | 巴薩克、布拉伊丘、布爾薩丘、西隆、恩特得美爾、格拉夫、里布內（含：弗朗薩克、卡農—弗朗薩克、卡斯提雍丘、弗朗丘、波美侯—拉隆）、梅鐸（含：上梅鐸、里斯塔克、瑪歌、幕里斯、波雅克、聖愛斯台夫、聖朱里安）、貝沙克—雷奧良、波美侯、梭甸、聖愛美隆及其衛星酒鎮          | 赤霞珠 (卡本內蘇維翁)、梅洛、品丽珠 |
| 勃艮第             |      | 薄酒萊、夏布利、里昂丘、夏隆內、伯恩丘、夜丘、依宏希、馬貢地區、普依、聖羅宏、蘇維儂 | 黑皮諾、霞多丽、佳美                |
| 香檳區             |      | 歐伯葡萄園、白丘、西棧丘、漢斯山區、緬因河谷地 | 霞多丽、黑比诺、白山坡              |
| 汝拉省區與薩伏依區 |      | 阿伯瓦、夏隆堡、汝拉丘、克雷皮、艾托勒、賽榭、布杰與布杰—胡榭特、薩伏依與薩伏依—胡榭特 | 西万尼                              |
| 朗格多克-鲁西永    |      | 高麗烏爾、班努斯、高比耶、尼姆丘、朗格鐸丘、胡西翁（含：胡西翁丘、胡西翁酒莊）、菲杜、里慕、莫利、密內瓦、其他AOC酒區（含：卡巴岱斯、佛傑爾、麝香酒、聖西紐） | 歌海娜                              |
| 羅亞爾河地區       |      | 安茹—梭密爾（含：邦若、萊陽丘、休姆—卡得、莎弗尼耶）、中央產區（含：蒙內都—沙隆、普衣芙美、根西、荷依、松塞爾）、夏托美雍、奧維涅丘、弗瑞丘、侯內斯丘、上布瓦度、南特酒區（含蜜斯卡得）、聖普桑、杜蘭酒區（含：修維尼、古爾—修維尼、希農、賈尼斯耶、蒙路易、梧雷） | 长相思                              |
| 普羅旺斯與科西嘉島 |      | 阿加修、班朵、伯雷、卡西斯、艾克斯丘、維瓦丘、普羅旺斯丘、科西嘉角麝香酒酒區、科西嘉、巴雷特、巴提莫尼歐 | 神索、佳美                          |
| 罗纳河谷地         |      | 夏提雍—蒂瓦、迪城—克雷耶特、皮耶維爾丘、提卡斯單丘、呂貝宏丘、罗纳河丘（含：克里葉堡、教宗新堡、恭德里奧、高納斯、羅第丘、吉恭達斯、艾米達吉、里哈克、聖喬瑟夫、聖佩雷、塔維勒、瓦給雅斯）、罗纳河丘村莊（威尼斯—波美、哈斯多）、馮度丘、維瓦瑞丘                  | 西拉葡萄                            |
| 法國西南部         |      | 貝傑哈克、布列、卡歐、杜哈斯丘、聖蒙丘、風東內丘、馬蒙第丘、加雅克、依蘆雷基、居宏頌、馬第宏、巴歇漢克、貝夏蒙 | 马尔贝克                            |

### 義大利、西班牙、葡萄牙
意大利和西班牙也有著嚴格的對葡萄酒法規。世界第一大的產酒國及出口國為義大利，而西班牙及葡萄牙的釀酒方式和飲酒文化和意大利非常接近。
意大利葡萄酒分成四級：監控最嚴格的DOCG ( Denominazione di Origine Controllata e Garantita )，次一級的DOC ( Denominazione di Origine Controllata )，再次一級的IGT ( Indicazione Geografica Tipica )，以及餐酒VdT ( Vino da tavola )。
西班牙把葡萄酒粗分成品質葡萄酒與餐酒，品質葡萄酒可分成四個級別，最高級的是DOCa( VINOS CON DENOMINACION DE ORIGEN CALIFICADA )，次一級的DO ( DENOMINACION DE ORIGEN )，與DO平行的VINOS DE PAGO，以及再次一級的 VINOS DE CALIDAD CON INDICACION GEOGRAFICA。餐酒可分成兩級：地區餐酒 ( Vino de la Tierra )與日常餐酒 ( Vino de Mesa )。
葡萄牙在1756年就有對於葡萄酒有著以地區與品質為主的相關規定。

### 歐亞著名產地
其他著名產地，包括：
- 德國
- 匈牙利
- 中國新疆
- 羅馬尼亞
- 摩爾多瓦
- 希臘
- 以色列
- 日本

德國在2002年通過了葡萄酒保護法規，但不像法國一样有著完整的規定，德國以雷司令白葡萄酒最為著名。

### 新世界
- 美國
- 阿根廷
- 澳洲
- 智利
- 南非
- 紐西蘭

新世界酒意指出產自傳統歐洲產區以外的酒，如美國、智利、澳大利亚、阿根廷、南非、以色列、紐西蘭等。新世界的沒有源遠流長的葡萄酒釀造傳統，其葡萄酒釀造技術主要由歐洲殖民者帶到當地，並且落地生根，新世界對酒標普遍沒有一套完整的規定，通常擁有各自不同的分級種類，新世界的葡萄酒質素過往被認為不如舊世界，價格一般低廉，但近二三十年，新世界銳意改進酒質，而且新世界也有不少適合種優質葡萄的地區，如智利南北緯度大，很適合種植釀酒葡萄，以前智利葡萄酒的質素不佳，即使平價也未能打開國際市場，但當地酒莊在1990年代提升出產品質，現在被認為是價廉物美的產區。部分新世界產區如阿根廷會特別種植舊世界較少生產的品種，可滿足不同人士對品酒的要求。
葡萄酒通常也會由其葡萄品種及產區來分類。一般來說，歐洲地區的酒通常以其出產地域和葡萄品種來命名，而歐洲以外的產區則通常使用葡萄品種來區分。然而，在市場導向的狀況下，非歐洲地區的酒商常使用受歡迎的特定產區作為命名特色——如美國加州的納帕山谷（纳帕县）、同為美國的俄勒岡州的威拉米特河谷、以色列的戈蘭高地、澳大利亞南澳省的巴罗莎山谷等等。

## 葡萄酒的分類
對於酒的分類與販售，在世界各地上有著不同的標準。葡萄酒有許多分類方式。以成品顏色來說，可分為紅葡萄酒、白葡萄酒及粉紅葡萄酒三類。按照糖度划分可分为干型葡萄酒、半干葡萄酒、半甜葡萄酒及甜型葡萄酒。以釀造方式來說，可以分為平静葡萄酒、氣泡葡萄酒、加烈葡萄酒和加味葡萄酒四類。其中一般葡萄酒的酒精含量約為百分之八到十五，然而加烈葡萄酒的酒精含量可能會更高。

### 自然葡萄酒
「用自然有機的農法耕作的葡萄園，人工採收成熟葡萄。釀造葡萄酒時，用本身葡萄中的天然酵母釀造，堅持用以自然的方式釀酒，不添加非自然成份，儘量減少澄清或完全不澄清並且避免過濾，完全讓酒反應出自然風土（Terroir）的原味。
自然葡萄酒的甜度上，幾乎是完全不添加糖的。並且在葡萄發酵醞釀的過程中不添加二氧化硫（SO2）；而白酒或香檳，因為沒有加入葡萄皮壓榨，因此可能加入極微量二氧化硫，或者是完全不添加，而在裝瓶時，只添加微乎其微的二氧化硫以避免葡萄酒在各種不確定的外在因素下而變質。當然，也有許多自然葡萄酒，完全不添加二氧化硫，讓葡萄酒的酵母自然发酵，因能產生了獨特的風味及口感。

### 一般慣行農法葡萄酒
在法國，1935年通過了一項對於葡萄酒的法定規則，主要包括了：
1. 葡萄產區
2. 葡萄品種
3. 種植方法
4. 單位土地面積大小的產酒數
5. 釀造方法

並以此區分為：
- 餐酒
- 地區餐酒（地區餐酒）
- 優良餐酒
- 法定產區（AOC）

AOC等級的酒是代表符合產區規定，因此能表現出產區特色，但不一定代表味道絕對優於其他等級的酒。

### 年份酒
年份酒是指這瓶酒釀製所用的葡萄是來自特定的單一年份。每個不同的年份，對於酒的香氣，色澤、味道及成長變化都有著不同的結果。質地好且可以久藏的餐酒是會隨著時間而更加美味。因此，對於葡萄酒愛好者或交易商來說，保留特定優良年份以待未來享用或販賣的狀況一點也不奇怪。某些國家允許其年份酒所使用的葡萄中，可以有一部份不是來自於標簽上所標示的年份但比例一般不高于15%。
在美國，如果是有著特定葡萄酒產區商標的酒，其年份酒所使用的葡萄必需有95%是從標簽上的年份而來的。如果商標上沒有標示特定產區，則至少必需有85%。
年份酒通常都是在同一批裝瓶作業中完成，藉此確保同年份的酒有著類似的味道。氣候因素對於酒的味道有著非常大的影響，即使是使用同一塊葡萄園所釀的酒，在不同年份氣候中，彼此的味道差異也可能完全不同。年份酒通常被認為是較為優良及有特色的葡萄酒，一隻好的年份酒，其價位通常高於平均價格。有些酒莊將年份酒視為旗艦商品，甚至只在優良的年份製造年份酒。而一隻來自著名產區及酒莊的優良年份酒（如波爾多82年的五大酒莊），其價格可能高於一般酒價的數倍至十數倍。

### 無年份酒
无年份酒（non-vintage）可混合使用不同來源的葡萄，是一種可以在壞年份仍然維持品牌及銷售的方法。近來有一種說法表示，一種酒的特定年份酒與其一般無年份酒對普通飲用者來說，後者比較容易代表飲用者對這種酒的觀感。但仍然有許多品酒專家十分重視年份酒。

### 各国葡萄酒分级制度
1. 法国葡萄酒分为：普通日用餐酒（Vins de Table）、乡村酒或地区餐酒（Vins de Pays）、优良品质餐酒（VDQS：Vins Delimités de Qualité Supérieure）、原产地法定区域管制餐酒（AOC：Appellation d'origine Contrôlée）。
2. 德国葡萄酒划分为：日常饮用餐酒（Landwein & Tafelwein）、优质酒（Qualitatswein bestimmter Anbaugebiete）简称QbA、高级优质酒（Qualitatswein mpt Pradikat）简称QmP。
3. 美国葡萄酒分为：附属类、专属品牌酒（Proprietary Wine）、葡萄品名餐酒（Varietal Wine）。
4. 意大利葡萄酒的等级划分为：一般日常酒（Vino da Tavola）、原产地区域管制酒（DOC：Denominazione di Origine Controllate）、原产地区域保证酒（DOCG：Denominazione di Origine Controllate Garantita）。

## 影響品質的因素
葡萄酒的酒性在很大程度上受到土壤、氣候以及釀酒技巧等因素的影響，但是酒的風味卻取決於釀酒葡萄的品種。根據目前的考古發現，葡萄酒的原料－葡萄，最早產於中國以及黑海與裡海之間的外高加索地區。外高加索葡萄亦在西汉时经张骞出使西域传到中国。目前葡萄已经被广泛引种到世界各地，主要是作为釀酒原料。但世界最有名的葡萄酒大多產自法国，法国葡萄酒的酿造历史可追溯到罗马帝国时期。由於法国气候温和，除了北部诺曼底一些區域以外，全國都能生产高品质的葡萄。在1996年時，全國共有超過818,000公頃的葡萄園，13個產酒區域，葡萄酒產量超過46億公升。至於其他歐洲國家，意大利與西班牙也是傳統的葡萄酒大國，以往多生產一般餐酒，但是從二十世紀七十年代起，開始有酒商走精緻路線，目前也有生產評價極高的葡萄酒。德國的白葡萄酒，產量雖然不多，但是幾百年的工藝傳承，也產出不少精緻的珍釀。歐洲國家生產的葡萄酒，通稱為舊世界葡萄酒，其他區域生產的葡萄酒，則稱為新世界葡萄酒，美國、澳洲、紐西蘭、智利、阿根廷、以及南非，是新世界葡萄酒的主要產區，但随着全球气候变暖的影响一些非传统葡萄酒生产国比如英国也开始尝试生产起泡葡萄酒。

## 外部連結
- Types of wine（英文）
- 进口酒 （页面存档备份，存于）（英文）
- 原产地名称管理委员会 （页面存档备份，存于）（法文）
- şarap fiyatları （页面存档备份，存于）（法文）